# Shikeng
Shikeng (kinesiska: 石坑) är en köping i sydöstra Kina. Den ligger i stadsdistriktet Meixian i staden Meizhou i provinsen Guangdong, omkring 300 kilometer nordost om provinshuvudstaden Guangzhou. Antalet invånare är 19 027. Befolkningen består av 9 545 kvinnor och 9 482 män. Barn under 15 år utgör 16,0 %, vuxna 15-64 år 70 %, och äldre över 65 år 12,0 %.